# バルセロナ日本人学校
バルセロナ日本人学校（バルセロナにほんじんがっこう、スペイン語: Colegio Japonés de Barcelona, カタルーニャ語: Col·legi Japonès de Barcelona）は、スペイン・カタルーニャ州バルセロナ県サン・クガ・ダル・バリェスにある日本人学校。バルセロナ中心部から10kmほどに位置する。多くの日本人家族はバルセロナ北部、スクールバスの経路上に居住している。学校は幼稚部および小中学部から成る。また、バルセロナ日本語補習授業校はバルセロナ日本人学校の校舎を借用して授業を行っている。

## 歴史
1986年4月1日にバルセロナ日本文化財団により設立された。当初は小学部と中学部のみであったが、2011年に幼稚部を新規設置。

## 学校教育
「自ら学び、心豊かで、たくましい子どもの育成を図る」を教育目標としている。
授業は主に日本語で行われるが、スペイン語と英語を教える外国語授業も週に2時間行われる。他の海外日本人学校同様、限られた授業時間数の中での外国語授業であり、カタルーニャ語は教えられていない。

## 学生
2012年時点の在籍学生数は60人だった。2009年時点の生徒の大半が企業から派遣された駐在員の子弟だった。生徒の年齢は5歳から15歳。